# Dương Thụ
Dương Thụ (sinh ngày 10 tháng 2 năm 1943) là một nhạc sĩ của Việt Nam, từng giành được 2 đề cử tại giải Cống hiến. Ông còn có các bút danh khác: Trần Xuân Nam, Vân Đình, Ái Nhạc.
Những nhạc phẩm của Dương Thụ luôn đón nhận được sự yêu thích của khán giả và tạo được dấu ấn riêng. Có nhiều ca sĩ đã từng thể hiện những sáng tác của ông nhưng nhiều nhất và nổi tiếng nhất vẫn là ba diva: Hồng Nhung, Thanh Lam và Mỹ Linh.
Ngoài ra, Dương Thụ cũng là người đã phát hiện ra Hồng Nhung khi khi đi tuyển diễn viên ca cho Nhà hát Tuổi trẻ và Mỹ Linh, Quốc Trung khi ông làm giám khảo cuộc Liên hoan nhạc nhẹ toàn quốc năm 1993. Ông còn là bạn của nhạc sĩ Trương Ngọc Ninh và đã từng được người bạn của mình gửi gắm nhạc sĩ Anh Quân ở Thành phố Hồ Chí Minh.

## Tiểu sử
Dương Thụ sinh năm 1943 tại thị trấn Vân Đình, huyện Ứng Hòa, Hà Nội, thuộc gia tộc họ Dương danh giá có hai cụ cố đỗ tiến sĩ triều Nguyễn và làm quan nhà Nguyễn: Dương Khuê và Dương Lâm tức 'cụ Thiếu Vân đình'. Ông là cháu họ nhạc sĩ Dương Thiệu Tước và Giáo sư Tiến sĩ Dương Thiệu Tống. Do sinh ra trong gia đình địa chủ, nên trong cuộc cải cách ruộng đất, gia đình ông đã ly tán, do đó ông phải tự mình kiếm sống để đi học.
Trong những năm cấp 3, Dương Thụ học piano với gia đình nghệ sĩ Thái Thị Sâm tại trường âm nhạc tư thục của cụ Lưu Quang Duyệt ở Hà Nội. Năm 1965, ông tốt nghiệp Khoa Văn - Đại học Sư phạm Hà Nội, sau đó đi lên dạy học cấp 3 ở Tuyên Quang. Sáng tác đầu tiên của ông được biết tới là Nhớ làng xưa, được phát trên sóng Đài Tiếng nói Việt Nam năm 1962.
Năm 1972, Dương Thụ thi đỗ vào Khoa Sáng tác của Nhạc viện Hà Nội (cùng đợt với Nguyễn Cường và Trần Tiến), tuy nhiên do những rắc rối về hành chính nên năm thứ hai Đại học ông phải trở về Tuyên Quang làm giáo viên dạy Văn tại trường Thanh niên Lao động XHCN Tuyên Quang (Nay là trường THPT ATK Tân Trào thuộc huyện Sơn Dương)
Năm 1978, ông chuyển vào miền Nam, làm Giảng viên khoa lý luận Đại học Mỹ thuật Thành phố Hồ Chí Minh.
Năm 1982, Dương Thụ chuyển sang hoạt động âm nhạc chính thức, vừa sáng tác vừa chỉ đạo nghệ thuật cho nhiều đoàn biểu diễn, rồi làm biên tập cho Nhà xuất bản Âm nhạc và Đĩa hát Việt Nam, Tạp chí Âm nhạc của Hội Nhạc sĩ Việt Nam.
Vào thập niên 1990, những sáng tác của ông bắt đầu được công chúng biết đến và đón nhận. Hàng loạt ca khúc của ông được phát trên sóng phát thanh truyền hình, xuất hiện trong nhiều chương trình, băng đĩa, được rất nhiều ca sĩ thể hiện như Lệ Quyên, Thanh Lam, Mỹ Linh, Hồng Nhung, Bằng Kiều,...
Tháng 11 năm 2012, Dương Thụ chia sẻ: "Với riêng tôi, Nhung vẫn là người hát hay nhất những gì tôi viết". (Album Bài hát ru cho anh, Ngày không mưa, Khu vườn yên tĩnh). Nhiều ca sĩ trẻ được ông kỳ vọng là Khánh Linh, Nguyên Thảo,... Chương trình "Con đường âm nhạc số 2" mang tên "Im lặng" đã được tổ chức để vinh danh ông.

## Đời tư
Vợ ông là Phạm Thị Thu Thủy, kém ông 29 tuổi, hiện là phóng viên Báo Thể thao & Văn hóa, Thông tấn xã Việt Nam. Hai người kết hôn vào năm 1995.
Ông là bạn thân của ba nhạc sĩ Phó Đức Phương, Trần Tiến, Nguyễn Cường và gọi họ là Phương "gàn", Tiến "bụi" và Cường "Cuồng nhiệt".

## Đánh giá/Nhận xét
| “            | Tôi nghĩ hai nhạc sĩ (Trịnh Công Sơn và Dương Thụ) viết nhạc rất khác nhau nhưng cùng xuất phát từ suối nguồn tình cảm của tâm hồn. Họ đều là những nhà tri thức với kiến thức văn hóa rộng và sâu sắc, có thể nói ít, hiểu nhiều, sức mạnh trong nhạc và lời mang nội lực đủ để ở lại trong lòng người nghe một cách sâu nặng mà không cần hình thức quá lộng lẫy, hay gây choáng ngợp. Tôi luôn trọng chú Thụ về bề dày hiểu biết văn hóa Việt, tôi sợ rằng tôi khó có thể học hết được từ chú. Chú Thụ cũng là người đặc biệt, vô cùng nhạy cảm, với gu thẩm mỹ cao, tinh vi đến từng chi tiết. Có lẽ chú Thụ chưa gặp ai nghe lời chú một cách tuyệt đối như tôi, trong cả âm nhạc và việc làm đẹp trong đời, như chuyện nhà cửa, chọn một cây hoa, hay kể cả chọn một chiếc áo đẹp... | ” |
| — Hồng Nhung | |   |

| “           | Tôi cho rằng đó là hồn Việt, triết lý Việt, tinh thần Việt - điều rất đáng được xem là tấm gương soi cho nhiều bạn trẻ hôm nay. Chính điều đó đã làm nên vẻ đẹp lãng mạn và bay bổng trong âm nhạc của chú... | ” |
| — Thanh Lam | |   |

| “         | Hai cuộc hạnh ngộ đó (Ban nhạc Anh em và Dương Thụ) phải nói là những may mắn lớn trong đời tôi! Trong cuộc sống, còn gì ý nghĩa hơn khi bạn gặp được một người chỉ đường tốt, nhất là trong một cái nghề rất dễ 'sai một ly, đi một dặm'. | ” |
| — Mỹ Linh | |   |

| “          | Dương Thụ là nhạc sĩ có cảm xúc trước, có nhạc lý sau. Hình như một ngày nào đó, anh phát hiện ra có thể dùng âm nhạc làm công cụ. Chỉ đơn thuần công cụ thôi, anh không tha thiết với việc lau chùi và đánh bóng nó, khác hẳn với kẻ keo kiệt lau chùi sợi dây chuyền vàng. | ” |
| — Lê Hoàng | |   |

| “          | Ưu điểm lớn nhất của Thụ, cũng theo tôi, là anh có cái nhìn trẻ thơ trong sự vật. Anh mở mắt to tròn nhìn Chim họa mi trong khi kẻ khác ở thế hệ anh giương mắt nhìn đại bàng hay nhìn quạ. | ” |
| — Lê Hoàng | |   |

| “        | Và cũng là Hà Nội cho ông một con người của... vỉa hè. Dương Thụ yêu vỉa hè Hà Nội, yêu cuộc sống bình dị của Hà Nội. Mỗi khi trở về, việc đầu tiên Dương Thụ làm sau khi xuống khỏi máy bay là đến một quán nước vỉa hè để ngồi, uống nước và hút thuốc lào. Dương Thụ khoe, ông biết nhiều người bán nước vỉa hè và nhiều chủ quán vỉa hè cũng không còn lạ mặt nhạc sĩ. Và những sáng tác của Dương Thụ về Hà Nội đều là những gì bình dị, của gió sông Hồng thổi, của áo len cài vội, của cánh hoa đào vội phai... | ” |
| — Gia Vũ | |   |

## Câu nói ấn tượng
- Phong cách Dương Thụ:

| “           | "Tôi giấu các bài hát của mình nhưng giấu mãi không được. Có người nói âm nhạc của tôi có chút gì đó giống Phạm Duy mà Phạm Duy thì chỉ có một nên tôi xấu hổ lắm. Mọi người cứ hỏi tôi viết nhạc theo phong cách gì, tôi nói mình chẳng có phong cách gì. Nhạc của tôi có chút gần với cổ điển, một chút gần với dân gian và một chút gần với nhạc nhẹ. Vì thế, giới trẻ có thể thích, nông dân cũng nghe và những người có học vẫn thưởng thức. Tôi có một chút trong 3 thứ đó nhưng không phải là cả 3. Tôi gọi nó là kiềng 3 chân để tạo nên một Dương Thụ." | ” |
| — Dương Thụ | |   |

| “           | Lý giải về sự yêu mến của công chúng dành cho âm nhạc của mình, nhạc sĩ Dương Thụ cho biết: "Âm nhạc của tôi có bóng dáng của âm nhạc dân gian, nhạc trẻ và cả nhạc thính phòng. Nhưng cuối cùng không là dòng nào trong số đó. Mỗi người yêu âm nhạc của tôi vì tìm thấy một thể loại người ta thích. Nông dân thích nhạc của Dương Thụ vì chất dân gian, người trẻ thích nhạc của Dương Thụ vì nó trẻ trung, có tiết tấu và trí thức thích nhạc của Dương Thụ vì có chất thính phòng". | ” |
| — Dương Thụ | |   |

| “           | "Tôi là người rất sợ sự tăm tối, ủ rũ, nên dù các bài hát của tôi trong chương trình có nhiều bài buồn, nhưng là cái buồn của một kẻ muốn được yêu, muốn có một cuộc sống xứng đáng, vẫn tràn đầy lòng tin yêu vào những điều tốt đẹp dù bản thân phải hứng chịu những điều ngược lại". | ” |
| — Dương Thụ | |   |

- Hà Nội rất đời thường trong Dương Thụ:

| “           | "Tôi yêu Hà Nội vỉa hè. Mỗi lần ra đây tôi thích được sà vào hàng nước, uống nước trà, nói chuyện với những người bán nước, bán hoa quả. Hà Nội cứ tự nhiên vào trong tôi như thế. Tôi không có cái hào hoa của người Hà Nội mà có chút chân thành, bình dị của người lao động." | ” |
| — Dương Thụ | |   |

## Danh sách đĩa nhạc

#### Album phòng thu
- 80 năm một giấc mơ (2024)

#### Album góp mặt
| Năm    | Tên album                         | Nghệ sĩ                                          | Ca khúc                         | Thể hiện                | Chú thích                          |
| ------ | --------------------------------- | ------------------------------------------------ | ------------------------------- | ----------------------- | ---------------------------------- |
| 1989   | Em đi qua tôi                     | Thanh Lam                                        |                                 |                         | 10 tình khúc Dương Thụ – Phú Quang |
| 1995   | Họa mi hót trong mưa              | Lê Dung                                          |                                 |                         |                                    |
| 1996   | Vẫn hát lời tình yêu              | Mỹ Linh                                          |                                 |                         |                                    |
| 1997   | Nghe mưa                          | Thanh Lam và Hồng Nhung                          |                                 |                         | 10 tình khúc Dương Thụ – Bảo Chấn  |
| 1998   | Bóng tối ly cà phê                | Nhiều nghệ sĩ                                    | - Tìm biển - Bóng tối ly cà phê | - Hồng Hạnh - Thanh Lam |                                    |
| 1998   | Nghe mưa 2                        | Thanh Lam, Hồng Nhung, Trần Thu Hà và Lam Trường |                                 |                         | 10 tình khúc Dương Thụ – Bảo Chấn  |
| 1998   | Bài hát ru cho anh                | Hồng Nhung                                       |                                 |                         |                                    |
| 1999   | Quà tặng Giáng sinh: Đêm xanh     | Hồng Nhung, Bằng Kiều, Lam Trường và Trần Thu Hà |                                 |                         | Dương Thụ – Bảo Chấn               |
| 2001   | Mây trắng bay về                  | Thanh Lam                                        |                                 |                         |                                    |
| 2001   | Cháu vẽ ông mặt Trời              | Hồng Nhung                                       |                                 |                         |                                    |
| 2002   | Ngày không mưa                    | Hồng Nhung                                       |                                 |                         |                                    |
| 2003   | Made in Vietnam                   | Mỹ Linh                                          |                                 |                         |                                    |
| 2004   | Khu vườn yên tĩnh                 | Hồng Nhung                                       |                                 |                         |                                    |
| 2004   | Họa mi hót trong mưa              | Khánh Linh                                       |                                 |                         |                                    |
| 2005   | Chat với Mozart                   | Mỹ Linh                                          |                                 |                         |                                    |
| 4/2006 | Suối & cỏ                         | Nguyên Thảo                                      |                                 |                         |                                    |
| 2006   | Để tình yêu hát                   | Mỹ Linh                                          |                                 |                         |                                    |
| 2009   | Nơi bình yên                      | Thanh Lam                                        |                                 |                         |                                    |
| 2009   | Sun Dance (Live Music Live Sound) | Arlene Estrella                                  |                                 |                         |                                    |
| 2015   | Bây giờ... biển mùa Đông          | Đức Tuấn                                         |                                 |                         |                                    |
| 2015   | Ngày mưa, ngày xanh               | Trần Nguyễn Minh Đức                             |                                 |                         |                                    |
| 2018   | Chat với Mozart II                | Mỹ Linh                                          |                                 |                         |                                    |

## Tác phẩm

### Nhạc phẩm
| - Bài ca tuổi hai mươi - Bài ca dao mùa đông - Bài hát buồn (Noel buồn) - Bài hát ru cho anh - Bài hát ru mùa đông - Bài hát ru mùa hè - Bài hát ru mùa thu - Bài hát ru mùa xuân - Bài hát ru ngày nắng - Bài hát tuổi 20 - Bây giờ biển mùa Đông - Bay vào ngày xanh - Biển ngày mưa - Biển mặn - Biển mùa đông - Bóng tối ly café - Bướm trắng (với Hồng Kiên) - Ca dao đêm Giáng Sinh - Cầm tay mùa hè - Cho em một ngày - Có thấy tôi tuổi 15 - Cửa sổ mùa đông - Chờ đợi (với Anh Quân) | - Chuyện tình (với Anh Quân) - Đánh thức tầm xuân - Để mãi được gần anh (với Anh Quân) - Để tôi lắng nghe - Đưa mưa trở về - Điều còn mãi - Đi về cuối biển - Em đi qua tôi - Em mơ về anh (với Huy Tuấn) - Giọt sương - Gọi anh - Gửi mùa đông - Hầm sâu đưa võng ru con - Hát cho anh - Hát thầm (với Anh Quân) - Hát theo người đi trên phố (với Anh Quân) - Hè muộn (với Bằng Kiều) - Hòn đá trong vườn tôi (với Quốc Trung) - Họa mi hót trong mưa - Hương cau - Hương ngọc lan (với Anh Quân) - Hy vọng (với Niels Lan Doky) - Hơi thở mùa xuân | - Im lặng - Lại gần bên em - Lắng nghe mùa xuân về - Lời tôi ru - Mây trắng bay về - Mặt Trời êm dịu - Mây trưa đã ngủ - Mơ về mẹ - Mong về Hà Nội - Mùa đông sẽ qua (với Huy Tuấn) - Ngày mưa hãy đến với em - Nghe mưa - Nghe tiếng chim hót - Nhớ làng xưa (1962) - Những hạt mưa - Ô kìa nắng - Ở lại mùa đông - Phố mùa đông - Quán cà phê mùa hè (với Huy Tuấn) | - Ru em bằng tiếng sóng - Ru con giữa rừng đại ngàn - Ru trưa - Rồi anh lại đến (với Bảo Chấn) - Suối và cỏ - Tìm biển - Tìm bờ cát trắng - Tìm em 36 phố phường Hà Nội - Tình yêu ở lại (với Quốc Trung) - Tình yêu thức dậy (với Anh Quân) - Tiếng mưa để lại - Tiếng nước róc rách - Tiếng sóng (Ru em bằng tiếng sóng) - Tiếng võng - Tóc ngắn (với Anh Quân) - Trở về - Trưa vắng (với Huy Tuấn) - Ước muốn - Tháng tư về - Thức giấc - Trở lại tuổi thơ (với Anh Quân) - Vẫn hát lời tình yêu - Và tôi vẫn hát (với Huy Tuấn) - Về tìm trên cát - Vườn gió - Xa xăm |

### Văn chương
- Cà phê... mưa

## Buổi biểu diễn

### Chương trình ghi hình
| Thời gian | Chương trình         | Kênh | Chú thích |
| --------- | -------------------- | ---- | --------- |
| 12/6/2005 | Con đường âm nhạc    | VTV3 | [ 13 ]    |
| 24/4/2010 | Họa mi hót trong mưa | VTC  | [ 13 ]    |

### Liveshow
| Thời gian và địa điểm                                                                                  | Liveshow                                      | Nghệ sĩ tham gia | Chú thích |
| --- | --------------------------------------------- | --- | --- |
| 09-10/11/2012 tại Nhà hát Lớn Hà Nội                                                                   | Cửa sổ âm nhạc 1: Những câu chuyện kể của tôi | Thanh Lam, Hồng Nhung, Mỹ Linh, Tùng Dương, Trọng Tấn, Nguyên Thảo và Hà Linh                                                             | - Đạo diễn âm nhạc: Anh Quân, Bảo Chấn, Quốc Trung, Huy Tuấn - Đạo diễn sân khấu: Việt Tú - Xuân Huy – Violin - Trần Thị Mơ – Cello - Dàn hợp xướng Học viện Âm nhạc Quốc gia                                                                         |
| 21/09/2013 tại Cung văn hóa Hữu nghị Việt Xô Hà Nội                                                    | Cửa sổ âm nhạc 2: Tôi mơ một giấc mơ          | Mỹ Linh, Tùng Dương, Khánh Linh, Nguyên Thảo, Uyên Linh, Dương Hoàng Yến, Đinh Mạnh Ninh, Hồng Dương, Duyên Huyền và Nhóm 4U              | - Giám đốc nghệ thuật: Dương Thụ - Sản xuất: Mây + Mây - Phối hợp sản xuất: Dream Studio - Đạo diễn sân khấu: Việt Tú - Dàn dựng âm nhạc: Anh Quân - Chỉ huy: Ha My, ban nhạc Anh Em - Dàn nhạc thính phòng Việt Nam - Cố vấn trang phục: Hương Color |
| 13/12/2015 tại Nhà hát lớn Hà Nội                                                                      | Cửa sổ âm nhạc 3: Bài hát ru mùa đông         | Bằng Kiều, Mỹ Linh, Khánh Linh, Nguyên Thảo, Hà Linh, Nhật Thủy, Vũ Thắng Lợi, Trần Nguyễn Minh Đức và Dàn hợp xướng Young Hit Young Beat | - Giám đốc nghệ thuật và biên tập: Dương Thụ - Dàn dựng âm nhạc: Anh Quân và Nguyễn Khắc Thành - Ban nhạc Anh Em - Chỉ huy: Nguyễn Khắc Thành - Dàn nhạc Hanoi Chamber Orchestra                                                                      |
| 05-06/01/2019 tại Nhà hát Lớn Thành phố Hồ Chí Minh 19/1/2019 tại Cung văn hóa Hữu nghị Việt Xô Hà Nội | Cửa sổ âm nhạc 4: Đánh thức tầm xuân          | Thanh Lam, Hồng Nhung, Bằng Kiều, Mỹ Linh, Tùng Dương, Nguyên Thảo, Trần Nguyễn Minh Đức và Nhóm Con gái                                  | - Ban nhạc Sơn Thạch - Bảo Chấn – Piano - Quốc Trung – Piano - Tăng Thành Nam – Violin - Trần Thị Mơ – Cello - Hồng Thủy – Cello - Xuân Huy – Violin - Vũ Nguyễn – Contrabass                                                                         |